# 安仲駅
安仲駅（アンジュンえき）は、大韓民国京畿道平沢市に位置する韓国鉄道公社（KORAIL）の駅である。

## 歴史
- 2024年11月2日：開業[2]。

## 隣の駅
韓国鉄道公社
西海線
郷南駅 - 安仲駅 - 仁州駅
平沢線
安仲駅 - 倉内信号場